# Олаф III
О́лаф III Спокійний, Олаф Гаральдссон (давньосканд.Óláfr Haraldsson, 1050–1093) — король Норвегії з 1066 до 1093 року. Походив з династії Інглінгів. Мав прізвисько «Спокійний» (Бонд) або «Мирний».

## Життєпис
Син Гаральда III, короля Норвегії, та Єлизавети Ярославни (за іншою версією — другої дружини Тори Торбергсдоттер). Ще замолоду взяв участь у поході свого батька до Англії. Був учасником битв при Фулфорді та Стемфорд-Бридж. Після загибелі Гаральда III уклав вічний мир з Англією.
Повернувшись до Норвегії у 1066 році він офіційно став співволодарем королівства разом з братом Магнусом. Олаф володарював у східній Норвегії. У 1068 році до Норвегії вторгся Свейн II, король Данії, намагаючись захопити королівство. Проте Олаф дав належну відсіч данським військам, й, як наслідок, було укладено мирну угоду, згідно з якою Свейн II зрікся своїх прав на норвезьку корону. Водночас Олаф уклав договір з Вільгельмом Завойовником, новим королем Англії.
У 1069 році, після смерті брата Магнуса, Олаф стає одноосібним правителем Норвегії. Він проводить в цілому мирну політику, за що отримав відповідне прізвисько.
В цей час відбувається розбудова міст, розвивається торгівля, ремесла. Стверджується правова система, підсилюється авторитет королівської влади. Вперше видається норвезький закон Гулатінгловес. За часи Олафа III швидко розвиваються норвезькі міста. У 1070 році Олаф заснував місто Берген, яке впродовж тривалого часу було столицею Норвегії. З'являються торговельні гільдії, яким сприяв особисто король.
Налагоджуються стосунки з церквою. Створюються 4 єпархії-епископії, які підпорядковуються архієпископству Гамбург-Бременському, зокрема в Осло, Бергені, Нідаросі (сучасний Тронгейм). За часи правління Олафа будуються перші кам'яні церкви. Так, з'являються церкви й собори у Бергені та Нідаросі.
22 вересня 1093 року король Олаф III помер у містечку Хакеді, похований у Кафедральному собрі міста Нідарос.

## Родина
Дружина — Інгерід, донька Свейна II Естрідсена, короля Данії.
Дітей не було.
Коханка — Тора
Діти:
- Магнус (1073—1103), король Норвегії